# Crateropora expansa
Crateropora expansa är en mossdjursart som beskrevs av Harmer 1926. Crateropora expansa ingår i släktet Crateropora och familjen Aspidostomatidae. Inga underarter finns listade i Catalogue of Life.